# NGC 2258
NGC 2258 este o galaxie activă situată în constelația Girafa. A fost descoperită în 1 august 1883 de către Ernst Wilhelm Tempel. Se află la o distanță de 56,75 de megaparseci de Pământ.